# The Matrix: Music from the Motion Picture
The Matrix: Music from the Motion Picture – jeden z dwóch albumów ze ścieżką dźwiękową do filmu Matrix.
Na płycie znajduje się większość utworów spopularyzowanych przez film, takich jak Dragula (Hot Rod Herman Remix) autorstwa Roba Zombie lub utwór użyty w scenie strzelaniny w korytarzu, który nazywano Spybreak!
Soundtrack w Polsce uzyskał status złotej płyty.

## Lista utworów
1. Marilyn Manson, Rock is Dead – 3:11
2. Propellerheads, Spybreak! (Short One) – 4:00
3. Ministry, Bad Blood – 5:00
4. Rob Dougan, Clubbed to Death (Kurayamino Mix) – 7:26
5. Meat Beat Manifesto, Prime Audio Soup – 6:17
6. Lunatic Calm, Leave You Far Behind – 3:13
7. The Prodigy, Mindfields – 5:40
8. Rob Zombie, Dragula (Hot Rod Herman Remix) – 4:37
9. Deftones, My Own Summer (Shove It) – 3:34
10. Hive, Ultrasonic Sound – 4:54
11. Monster Magnet, Look to Your Orb for the Warning – 4:42
12. Rammstein, Du Hast – 3:54
13. Rage Against the Machine, Wake Up – 6:03